# Мопла
Мопла, Мопилла, Маппила или Мапилла — мусульманская община народа малаяли, а также потомков арабов в Южной Индии (штат Керала, регион Малабар), обладающая самобытной культурой.

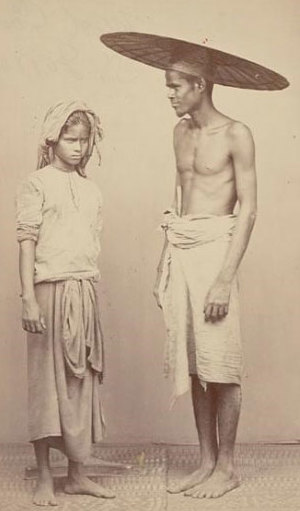
Мужчина и женщина мопла

Мопилла ("большой ребёнок", обозначение зятя) было уважительным обращением местных малабарских индийцев к иностранным гостям, купцам и переселенцам.
Община Возникла в VII—IX веках н. э. Административным и религиозным центром общины является город Понани, в котором расположена мечеть Джаммат, главное учебное заведение мопла. В штате Керала они составляют 24,7 % населения; имеются диаспоры и в других индийских регионах и городах.
На протяжении своей истории мопла неоднократно восставали как против индийских, так и — впоследствии — против британских колониальных властей: особенно сильными были волнения 1850-х годов, которые привели к принятию в 1853 году специального закона против них, и в 1921 году. По роду занятий к началу XX века мопла были в основном земледельцами, рыбаками, моряками и носильщиками.